# Matsuda Jūjirō

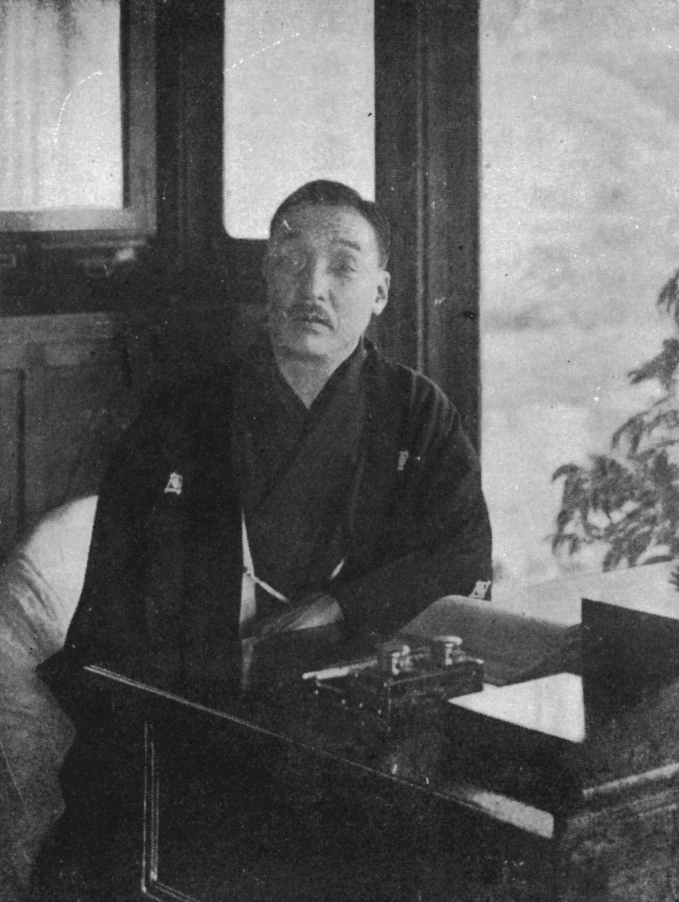
Jūjirō Matsuda (um 1921)

Matsuda Jūjirō (japanisch 松田 重次郎, * 6. August 1875 in Hiroshima; † 27. März 1952 ebenda) war ein japanischer Industrieller und Geschäftsmann, auf den der heutige multinationale Automobilhersteller Mazda zurückgeht.

## Leben
Jūjirō Matsuda wurde 1875 in Hiroshima als jüngstes von zwölf Geschwistern geboren. Ohne eine ordentliche Schule besucht zu haben, zog er im Alter von 13 Jahren nach Ōsaka, wo er bei einem Schmied lebte und arbeitete. Während dieser Zeit kam ihm der Gedanke, den Maschinenbau zu seiner Hauptbeschäftigung zu machen. Angetrieben von dem Wunsch, fortgeschrittene technische Fertigkeiten zu erlernen, besichtigte er in seiner Freizeit verschiedene Fabriken, darunter Werften und Fertigungsstätten für Artilleriewaffen.
Im Alter von 31 Jahren mietete er in Ōsaka einen 10 Tsubo (ca. 33 Quadratmeter) großen Kuhstall und gründete darin ein Unternehmen namens Matsuda Seisakusho (松田製作所). Nach einigen Rückschlägen – ein Produkt etwa, in dessen Entwicklung er viel Arbeit investiert hatte, war bereits auf dem Markt – führte er 1906 „die exklusiv patentierte Matsuda-Pumpe“ (専売特許松田式ポンプ senbai tokkyo Matsuda-shiki ponpu) ein, nachdem er bestehende Produkte gründlich untersucht und einige Änderungen vorgenommen hatte.

## Karriere
1918, mit Mitte 40, kehrte Matsuda nach Hiroshima zurück und gründete Hiroshima Matsuda Seisakusho (広島松田製作所). Zwei Jahre später wurde er überredet, bei einem angeschlagenen Korkhersteller (東洋コルク工業株式会社, Tōyō Koruku Kōgyō Kabushiki-gaisha) einzusteigen. Das Unternehmen gehörte zwar nicht zu seiner Sparte, dem Maschinenbau, aber Matsuda strebte trotzdem nach Erfolg und entwickelte neue Produktideen, darunter die Herstellung von Presskorkplatten. Nachdem er zum Nachfolger des Firmenchefs geworden war, der sich aus Krankheitsgründen von seinem Posten zurückgezogen hatte, brachte er ein neues Korkprodukt heraus, das als Wärmedämmstoff und Polstermaterial verwendet werden konnte.
1925 wurde die gesamte Fabrik durch ein Feuer zerstört. Hochverschuldet besann Matsuda sich auf seine Leidenschaft für den Maschinenbau zurück, benannte das Unternehmen in Tōyō Kōgyō (東洋工業) um und begann mit der Konstruktion von Automobilen, an denen nach dem Großen Kantō-Erdbeben von 1923 das Interesse gestiegen war. Statt auf die Produktion teurer vierrädriger Fahrzeuge konzentrierte er sich auf die Entwicklung dreirädriger Autos. 1931 wurde der motorisierte dreirädrige Pritschenwagen Mazda-Gō das erste Fahrzeug des Unternehmens. Auch die Beschriftung als „Mazda“ begann zu diesem Zeitpunkt.
Am 6. August 1945, seinem 70. Geburtstag, wurde der Hauptsitz von Tōyō Kōgyō in Hiroshima bei dem Atombombenangriff der Vereinigten Staaten auf das kaiserliche Japan in der Schlussphase des Zweiten Weltkriegs schwer beschädigt. Ungefähr die Hälfte des Werks, das am östlichen Stadtrand lag und teilweise durch Hügel abgeschirmt war, überstand die Explosion. Das Werk in Fuchū, das 5,3 km vom Epizentrum der Atomexplosion entfernt lag, blieb relativ unversehrt; Matsuda bot der NHK seine Nutzung als Standort in Hiroshima an.

## Tod und Vermächtnis
Matsuda starb am 27. März 1952. Für seine Verdienste um die Präfektur Hiroshima schuf der aus Onomichi stammende Bildhauer Katsuzō Entsuba 1965 eine Bronzestatue von ihm, die im Hijiyama-Park im Bezirk Minami-ku von Hiroshima aufgestellt wurde.